# Aliança Nacional Eritrea
Aliança Nacional Eritrea/Eritrean National Alliance (ENA) fou una coalició de diversos partits d'oposició d'Eritrea amb suport del Sudan, Etiòpia i el Iemen.
Es va començar a formar el 1999 com Forces Nacionals d'Eritrea i es va constituir definitivament com Aliança Nacional Eritrea l'octubre de 2002; va tenir centre a Addis Abeba. Estava formada per uns tres mil militants de deu grups:
- Front d'Alliberament d'Eritrea/Eritrean Liberation Front
- Conferència dels Pobles d'Eritrea/Eritrean People’s Conference
- Moviment Islàmic de Salvació d'Eritrea/Eritrean Islamic Salvation Movement (després rebatejat Eritrean Islamic Party for Justice and Development)
- Front d'Alliberament d'Eritrea-Consell Revolucionari/Eritrean Liberation Front-Revolutionary Council
- Front d'Alliberament d'Eritrea-Consell Nacional/Eritrean Liberation Front-NationalCouncil
- Front d'Alliberament Popular Democràtic d'Eritrea/Eritrean People’s Democratic Liberation Front
- Front Democràtic Revolucionari d'Eritrea/Eritrean Revolutionary Democratic Front
- Moviment Democràtic d'Alliberament dels Kunama d'Eritrea/Democratic Movement for the Liberation of Kunama/Eritrea
- Moviment de Resistència Democràtic d'Eritrea Gash-Setit/Eritrean Democratic Resistance Movement Gash-Setit

L'Organització Democràtica Afar de la Mar Roja no hi va voler participar. El 2006 la coalició havia esclatat.